# Kiso (tàu tuần dương Nhật)
Kiso (tiếng Nhật: 木曽) là một tàu tuần dương hạng nhẹ của Hải quân Đế quốc Nhật Bản, là chiếc thứ năm và là chiếc cuối cùng trong lớp Kuma class, và đã từng hoạt động trong Chiến tranh Thế giới thứ hai. Tên của nó được đặt theo sông Kiso tại miền Trung Honshū, Nhật Bản.

## Thiết kế và chế tạo
Kiso là chiếc thứ năm cũng là chiếc cuối cùng trong lớp tàu tuần dương hạng nhẹ Kuma. Giống như những con tàu chị em với nó, Kiso được dự định hoạt động như một tàu tuần tiễu tầm xa tốc độ cao hoặc như một tàu chỉ huy các hải đội tàu khu trục hoặc tàu ngầm.
Kiso được hoàn tất vào ngày 4 tháng 5 năm 1921 tại xưởng tàu của hãng Mitsubishi Heavy Industries ở Nagasaki. Ngay sau khi hoàn tất, Kiso được trang bị các bề mặt phẳng phía trước mũi và phía sau, cùng một bệ xoay phóng thủy phi cơ phía sau đuôi tàu dùng cho các mục đích thử nghiệm.

## Lịch sử hoạt động

### Các hoạt động ban đầu
Thoạt tiên Kiso được giao nhiệm vụ hỗ trợ cho cuộc đổ bộ binh lính Nhật tại Siberia trong vụ Can thiệp Siberi chống lại Hồng quân Bolshevik. Sau đó, nó đặt căn cứ tại cảng Arthur, và tuần tra dọc theo bờ biển Trung Quốc giữa Nhượng địa Quan Đông và Thanh Đảo, Trung Quốc.
Ngày 17 tháng 4 năm 1939, Kiso đã bắn 21 phát súng chào theo nghi lễ khi chiếc tàu tuần dương Mỹ USS Astoria cập cảng Yokohama mang theo di hài của Hiroshi Saito, Đại sứ Nhật Bản tại Hiệp Chủng Quốc Hoa Kỳ, vốn đã từ trần đang khi đảm nhiệm chức vụ tại Washington D.C..

### Các hoạt động tại vùng biển phía Bắc
Ngày 10 tháng 11 năm 1941, Kiso được phân về Hải đội Tuần dương 21 thuộc Hạm đội 5 dưới quyền chỉ huy của Phó Đô đốc Boshiro Hosogaya, và được sơn màu ngụy trang Bắc Cực để hoạt động tại các vùng biển phía Bắc. Vào lúc xảy ra cuộc tấn công Trân Châu Cảng, Kiso đang tuần tra tại quần đảo Kuril, và sau khi bị những hư hại nghiêm trọng trên thân tàu do thời tiết khắc nghiệt, nó bị buộc phải quay về Yokosuka vào cuối năm đó. Từ tháng 1 đến cuối tháng 4 năm 1942, Kiso tiếp nối các cuộc tuần tra được phân công tại vùng biển phía Bắc cùng với con tàu chị em Tama.
Trong tháng 4, sau cuộc Không kích Doolittle, Kiso là một trong số những tàu chiến Nhật được gửi đi săn đuổi không thành công Lực lượng Đặc nhiệm 16 Hải quân Hoa Kỳ bao gồm các tàu sân bay USS Hornet và USS Enterprise. Các khẩu pháo chính của Kiso sau đó đã đánh chìm các tàu tuần tra Số 26 Nanshin Maru và Số 1 Iwate Maru sau khi những chiếc trên bị đánh hỏng bởi máy bay xuất phát từ Enterprise trong cuộc không kích này.
Vào tháng 5 năm 1942, Kiso tháp tùng chiếc tàu chở thủy phi cơ được cải biến Kimikawa Maru trong một chuyến đi trinh sát đến Kiska và Adak thuộc quần đảo Aleut. Nhiệm vụ Adak được hoàn thành, nhưng Kiska bị ngăn trở bởi thời tiết. Vào cuối tháng 5 năm 1942, Kiso nằm trong thành phần tham gia Trận chiến quần đảo Aleut, trong "Chiến dịch AL" nhằm chiếm đóng Attu và Kiska. Lực lượng tấn công đã đổ bộ binh lính lên Kiska vào ngày 7 tháng 6 năm 1942 dưới sự yểm trợ của Kiso. Sang ngày 10 tháng 6 năm 1942, đang khi ở ngoài khơi Kiska, Kiso cùng nhiều tàu khác và một số ít tàu khu trục đã bị một đội hình sáu chiếc máy bay ném bom hạng nặng B-24 Liberator tấn công, nhưng Kiso không bị thiệt hại. Tương tự, vào ngày 14 tháng 6 năm 1942, Kiso lại bị một chiếc thủy phi cơ PBY Catalina tấn công với những phát suýt trúng. Kiso an toàn quay trở về vịnh Mutsu vào ngày 24 tháng 6 năm 1942.
Ngày 28 tháng 6 năm 1942, Kiso và Tama tham gia đoàn tàu vận tải tăng cường lực lượng thứ hai đến Kiska, rồi sau đó tuần tra tại khu vực Tây Nam Kiska đề phòng một cuộc phản công của lực lượng Mỹ, và quay trở về Yokosuka vào ngày 16 tháng 7 năm 1942. Từ ngày 16 tháng 7 đến ngày 2 tháng 8 năm 1942, sau khi được tái trang bị tại Yokosuka, Kiso quay trở lại phía Bắc tiếp tục tuần tra chung quanh Kiska, và hỗ trợ cho cuộc chuyển quân từ Attu đến Kiska vào ngày 20 tháng 8 năm 1942, quay trở về Ominato vào ngày 18 tháng 9 năm 1942. Kiso tiếp tục một loạt các nhiệm vụ tuần tra và tiếp tế đến các quần đảo Kurile và Aleut từ tháng 10 năm 1942 đến cuối tháng 3 năm 1943.
Ngày 28 tháng 3 năm 1943, Phó Đô đốc Shiro Kawase tiếp nhận quyền chỉ huy Hạm đội 5. Kiso được gửi vào ụ tàu vào ngày 4 tháng 4 năm 1943 cho một đợt tái trang bị lớn, trong đó các đèn pha tìm kiếm 900 mm được thay thế bằng ba chiếc Kiểu 96 1100 mm; Hai khẩu pháo phòng không Kiểu 96 25 mm nòng đôi được bổ sung bên mạn ngay trên các ống phóng ngư lôi phía sau. Nó còn được trang bị radar dò tìm trên không Kiểu 21.
Vào ngày 11 tháng 5 năm 1943, Kiso được gửi cùng với các tàu khu trục Hatsushimo và Wakaba để hộ tống chiếc Kimikawa Maru vận chuyển tám chiếc thủy phi cơ trinh sát Mitsubishi F1M2 ("Pete") Kiểu 0 và hai chiếc thủy phi cơ tiêm kích Nakajima A6M2-N ("Rufe") thuộc Liên đội 452 Kaigun Kokutai đến Attu. Tuy nhiên, lực lượng Mỹ đã tấn công và tái chiếm được Attu cùng ngày hôm đó, nên nhiệm vụ bị hủy bỏ. Thay vào đó Kiso được gửi vào ngày 21 tháng 5 năm 1943 để giúp đỡ cho việc triệt thoái lực lượng Nhật Bản khỏi đảo Kiska. Sau nhiều nỗ lực bất thành do thời tiết xấu, Kiso đã xoay xở rút lui thành công 1.189 binh lính khỏi Kiska vào ngày 29 tháng 7 năm 1943. Nó tiếp tục tuần tra tại vùng biển này cho đến cuối tháng 8.

### Các hoạt động tại vùng biển phía Nam
Ngày 15 tháng 9 năm 1943, Kiso được điều về phía Nam, nhận nhiệm vụ chuyên chở binh lính từ Ponape thuộc quần đảo Caroline đến Truk, đến nơi vào ngày 23 tháng 9 năm 1943 rồi quay về đến Kure vào ngày 4 tháng 10 năm 1943.
Cũng vậy, vào ngày 12 tháng 10 năm 1943, Kiso và Tama nhận lên tàu binh lính tại Thượng Hải. Kiso thaót được một cuộc tấn công của tàu ngầm Grayback tại biển Đông Trung Quốc, và đi đến Truk an toàn vào ngày 18 tháng 10 năm 1943. Tại Truk, Kiso được giao nhiệm vụ tiếp tục vận chuyển binh lính xa hơn đến tận Rabaul thuộc New Britain. Ngày 21 tháng 10 năm 1943, khi ở cách mũi St. George 53 dặm, những chiếc tàu tuần dương bị các máy bay ném bom Bristol Beaufort thuộc Không quân Hoàng gia Australia xuất phát từ Guadalcanal tấn công. Kiso trúng phải một quả bom 250-lb, và hư hại đủ nghiêm trọng đến mức nó bị buộc phải quay về Maizuru, Kyoto để sửa chữa. Khi về đến Maizuru vào ngày 10 tháng 11 năm 1943, Kiso còn được cải biến khi hai khẩu pháo 140 mm được tháo dỡ thay thế bằng một khẩu đội 127 mm nòng đôi, cũng như bổ sung thêm ba khẩu đội phòng không Kiểu 96 25 mm ba nòng và sáu khẩu nòng đơn, nâng tổng số nòng pháo lên 19 (3x3, 2x2, 6x1).
Sau khi công việc cải tiến hoàn tất vào ngày 3 tháng 3 năm 1944, Kiso một lần nữa được gửi lên phía Bắc tiếp nối các nhiệm vụ tuần tra trong ba tháng tiếp theo sau. Ngày 30 tháng 6 năm 1944, Kiso và Tama được gửi từ Yokosuka cùng lực lượng lục quân tăng cường đến quần đảo Ogasawara, rồi quay trở về vào ngày 3 tháng 7 năm 1944. Sau đó Kiso được giữ lại khu vực vùng biển Nội Địa từ ngày 10 tháng 8 năm 1944 cho các nhiệm vụ phòng thủ và huấn luyện.
Cùng với việc lực lượng Đồng Minh đổ bộ lên Leyte bắt đầu từ ngày 20 tháng 10 năm 1944, Kiso được lệnh hướng về phía Nam, nhưng nó vẫn còn đang ở lại Kure chất lên tàu đạn dược tiếp tế cho lực lượng của Phó Đô đốc Kurita vào lúc xảy ra trận chiến ngoài khơi Samar vào ngày 25 tháng 10 năm 1944. Sau khi rời Sasebo, Nagasaki cùng với tàu sân bay Junyo và các tàu khu trục Uzuki, Yuzuki và Akikaze của Hải đội Khu trục 30, Kiso bị tàu ngầm Mỹ Pintado phát hiện cách 160 dặm về phía Tây mũi Bolinao, Luzon, Philippines. Chiếc USS Pintado được tháp tùng bởi các tàu ngầm Jallao và Atule, và đang phối hợp hoạt cùng các tàu ngầm Haddock, Halibut và Tuna. Pintado đã bắn toàn bộ sáu ngư lôi phía mũi về phía hạm đội Nhật, nhưng một trong những chiếc tàu khu trục đã hy sinh tiến ra cản đường những quả ngư lôi, bảo vế cho tàu sân bay và tàu khu trục.
Đạn pháo dành cho lực lượng của Đô đốc Kurita được chất dỡ vào ngày 8 tháng 11 năm 1944. Sau đó Kiso cùng với Junyo, các tàu tuần dương Tone, Haguro và Ashigara, các tàu khu trục Uzuki và Yuzuki của Hải đội Khu trục 30 được dự định đi theo các thiết giáp hạm Yamato, Kongo và Nagato, tàu tuần dương hạng nhẹ Yahagi cùng các tàu khu trục Hamakaze, Isokaze và Yukikaze của Hải đội Khu trục 17 quay trở về Nhật Bản. Tuy nhiên sau đó lại quyết định cho Kiso, Junyo, Tone và Hải đội Khu trục 30 được tách ra và hướng đến Manila. Kiso trở thành soái hạm của Hạm đội 5 thay thế cho chiếc Abukuma.
Ngày 13 tháng 11 năm 1944, do mối đe dọa về cuộc không kích của các tàu sân bay Mỹ xuống Luzon, Kiso được lệnh quay trở về Brunei chiều tối hôm đó chở theo Phó Đô đốc Kiyohide Shima. Tuy nhiên, trước khi nó khởi hành đi Brunei, chiếc tàu tuần dương bị hơn 350 máy bay của Lực lượng Đặc nhiệm 38 tấn công, bao gồm các tàu sân bay Hornet, Monterey và Cowpens của Đội Đặc nhiệm 38.1, Essex, Ticonderoga và Langley của Đội Đặc nhiệm 38.3 cùng Enterprise và San Jacinto của Đội Đặc nhiệm 38.4. Ba quả bom đã đánh trúng Kiso bên mạn phải, một quả trước mũi, một quả gần phòng nồi hơi và một quả gần tháp pháo phía sau. Kiso bị chìm tại vùng biển nước nông cách Cavite tám dặm về phía Tây ở tọa độ 14°35′B 120°50′Đ / 14,583°B 120,833°Đ. Thuyền trưởng Imamura và 103 thủy thủ sống sót, nhưng 715 người còn lại chết cùng tàu.
Kiso được rút khỏi danh sách Đăng bạ Hải quân vào ngày 20 tháng 3 năm 1945.
Sau chiến tranh, xác tàu đắm của nó được hãng Nippon Salvage Company trục vớt vào ngày 15 tháng 12 năm 1955, và được kéo về cảng Manila để tháo dỡ.

## Danh sách thuyền trưởng
- Tokujiro Tateno (sĩ quan trang bị trưởng): 30 tháng 4 năm 1921 - 4 tháng 5 năm 1921
- Tokujiro Tateno: 4 tháng 5 năm 1921 - 10 tháng 5 năm 1922
- Kenkichi Wada: 10 tháng 5 năm 1922 - 1 tháng 12 năm 1922
- Raizo Mori: 1 tháng 12 năm 1922 - 1 tháng 10 năm 1923
- Naojiro Honshuku: 1 tháng 10 năm 1923 - 1 tháng 12 năm 1924
- Kumao Mizuno: 1 tháng 12 năm 1924 - 10 tháng 7 năm 1925
- Kunitaro Aoki: 10 tháng 7 năm 1925 - 1 tháng 12 năm 1926
- Kichijiro Hamada: 1 tháng 12 năm 1926 - 10 tháng 6 năm 1927
- Yutaka Arima: 10 tháng 6 năm 1927 - 15 tháng 11 năm 1927
- Seishichi Yamaguchi: 15 tháng 11 năm 1927 - 4 tháng 12 năm 1928
- Seizaburo Mitsui: 4 tháng 12 năm 1928 - 1 tháng 5 năm 1929
- Isamu Ono: 1 tháng 5 năm 1929 - 30 tháng 11 năm 1929
- Sadaaki Araki: 30 tháng 11 năm 1929 - 15 tháng 5 năm 1930
- Seiichiro Soga: 15 tháng 5 năm 1930 - 14 tháng 11 năm 1931
- Denshichi Okawachi: 14 tháng 11 năm 1931 - 1 tháng 12 năm 1932
- Nam tước Teruhisa Komatsu: 1 tháng 12 năm 1932 - 15 tháng 11 năm 1933
- Seiichi Ito: 15 tháng 11 năm 1933 - 10 tháng 3 năm 1934
- Kakuji Kakuta: 10 tháng 3 năm 1934 - 15 tháng 11 năm 1934
- Junichi Mizuno: 15 tháng 11 năm 1934 - 15 tháng 11 năm 1935
- Arata Oka: 15 tháng 11 năm 1935 - 10 tháng 11 năm 1936
- Kyuhachi Kudo: 10 tháng 11 năm 1936 - 15 tháng 6 năm 1938
- Sadamichi Kajioka: 15 tháng 6 năm 1938 - 15 tháng 12 năm 1938
- Sohei Tashiro: 15 tháng 12 năm 1938 - 30 tháng 3 năm 1939
- Hidetsuna Yagi: 30 tháng 3 năm 1939 - 1 tháng 11 năm 1939
- Ryozo Mori: 1 tháng 11 năm 1939 - 15 tháng 10 năm 1940
- Tatsuo Kiyama: 15 tháng 10 năm 1940 - 10 tháng 11 năm 1941
- Takeji Ono: 10 tháng 11 năm 1941 - 20 tháng 9 năm 1942
- Iwao Kawai: 20 tháng 9 năm 1942 - 4 tháng 10 năm 1943
- Isamu Sawa: 4 tháng 10 năm 1943 - 24 tháng 2 năm 1944
- Ryonosuke Imamura: 24 tháng 2 năm 1944 - 13 tháng 11 năm 1944